# Satyricon (filme)
Satyricon é um filme italiano de 1969 dirigido por Federico Fellini, baseado no livro homônimo escrito pelo autor romano Petrônio no século I. 
É uma livre adaptação com pitadas surrealistas e um tom lisérgico e psicodélico bem a época em que o filme foi produzido, tem uma construção truncada, uma vez que a peça da qual foi inspirada foi descoberta em fragmentos, o que lhe rende uma atmosfera onírica, como de um sonho descontínuo. O filme conseguira entrar na lista dos pré-indicados à 42ª edição do Oscar, porém fracassou. Na edição seguinte, em 1971, conseguiu a indicação na categoria de melhor diretor (Fellini).

## Sinopse
A história narra as aventuras e desventuras de Encolpio e Ascilto, pelo afeto de Gitão (Gitone), que após ser vendido a um ator de teatro, é resgatado por Encolpio mas escolhe ficar com Ascilto. Rejeitado, Encolpio é salvo do próprio suicídio por um terremoto, e a partir daí começa uma jornada que tem por pano de fundo uma galeria de artes onde conhece o poeta Eumolpo, e o acompanha até um bacanal promovido por um aristocrata com pretensões artísticas, mas que despreza a própria esposa pela companhia de um menino.
Pedofilia, antropofagia, rituais diversos, numa Babel de culturas, que nos desafiam a ver uma Roma Clássica que, sob os valores de hoje, seria imoral e decadente.

## Elenco
- Martin Potter - Encolpio
- Hiram Keller - Ascilto
- Max Born - Gitone
- Salvo Randone - Eumolpo
- Mario Romagnoli - Trimalcione
- Magali Noël - Fortunata
- Capucine - Trifena
- Alain Cuny - Lica
- Fanfulla - Vernacchio
- Danika La Loggia - Scintilla
- Giuseppe Sanvitale - Abinn